# العلاقات البليزية الكرواتية
العلاقات البليزية الكرواتية هي العلاقات الثنائية التي تجمع بين بليز وكرواتيا.

## مقارنة بين البلدين
هذه مقارنة عامة ومرجعية للدولتين:
| وجه المقارنة                                              | بليز         | كرواتيا                                                  |
| --------------------------------------------------------- | ------------ | -------------------------------------------------------- |
| المساحة (كم2)                                             | 22.97 ألف    | 56.59 ألف                                                |
| عدد السكان (نسمة)                                         | 374.68 ألف   | 4.11 مليون                                               |
| الكثافة السكانية (ن./كم²)                                 | 16.31        | 72.63                                                    |
| العاصمة                                                   | بلموبان      | زغرب                                                     |
| اللغة الرسمية                                             | لغة إنجليزية | اللغة الكرواتية                                          |
| العملة                                                    | دولار بليزي  | كونا كرواتية                                             |
| الناتج المحلي الإجمالي (بليون دولار)                      | 1.84 مليار   | 54.85 مليار                                              |
| الناتج المحلي الإجمالي (تعادل القوة الشرائية) بليون دولار | 3.05 مليار   | 94.64 مليار                                              |
| الناتج المحلي الإجمالي الاسمي للفرد دولار أمريكي          | 4.88 ألف     | 11.54 ألف                                                |
| الناتج المحلي الإجمالي للفرد دولار أمريكي                 | 8.42 ألف     | 21.64 ألف                                                |
| مؤشر التنمية البشرية                                      | 0.715        | 0.818                                                    |
| رمز المكالمات الدولي                                      | +501         | +385                                                     |
| رمز الإنترنت                                              | .bz          | .hr                                                      |
| المنطقة الزمنية                                           | 00           | توقيت وسط أوروبا، ت ع م+01:00، ت ع م+02:00، أوروبا/زغرب ‏ |

## منظمات دولية مشتركة
يشترك البلدان في عضوية مجموعة من المنظمات الدولية، منها:
| علم المنظمة | اسم المنظمة                        | تاريخ انضمام بليز | تاريخ انضمام كرواتيا |
| ----------- | ---------------------------------- | ----------------- | -------------------- |
|             | مؤسسة التنمية الدولية              | 19 مارس 1982      | 25 فبراير 1993       |
|             | يونسكو                             | 10 مايو 1982      | 1 يونيو 1992         |
|             | وكالة ضمان الاستثمار متعدد الأطراف | 29 يونيو 1992     | 19 مارس 1993         |
|             | الأمم المتحدة                      | 25 سبتمبر 1981    | 22 مايو 1992         |
|             | الفريق المعني برصد الأرض           | ?                 | ?                    |
|             | الاتحاد البريدي العالمي            | ?                 | ?                    |
|             | البنك الدولي للإنشاء والتعمير      | 19 مارس 1982      | 25 فبراير 1993       |
|             | الاتحاد الدولي للاتصالات           | 16 ديسمبر 1981    | 3 يونيو 1992         |
|             | منظمة حظر الأسلحة الكيميائية       | ?                 | ?                    |
|             | مؤسسة التمويل الدولية              | 19 مارس 1982      | 25 فبراير 1993       |
|             | منظمة التجارة العالمية             | ?                 | ?                    |
|             | منظمة الشرطة الجنائية الدولية      | ?                 | ?                    |

## وصلات خارجية
- موقع وزارة الخارجية البليزية
- موقع وزارة الخارجية الكرواتية